# ریکور (بازی ویدئویی)
ریکُور (به انگلیسی: ReCore) یک بازی ویدئویی پسا-رستاخیزی در سبک اکشن-ماجراجویی و سکوبازی است که توسط کامسپت و آرمیچر استودیو توسعه یافته و به‌وسیلهٔ استودیو مایکروسافت در سپتامبر ۲۰۱۶ به‌طور انحصاری برای کنسول ایکس‌باکس وان و رایانه‌های شخصی با سیستم عامل ویندوز ۱۰ منتشر شد.
این بازی برای اولین بار در کنفرانس مطبوعاتی مایکروسافت در نمایشگاه رسانه و تجارت ای۳ سال ۲۰۱۵ رونمایی شد. شخصیت اصلی بازی دختری جوان به نام «جول آدامز» است که همراه با سگی رباتیک به نام «مک» (دارای هسته‌ای درخشان در اطراف شکمش) در میان بیابانی پهناور باید برای بقای خود تلاش کند. یکی از بزرگ‌ترین خصوصیات ریکور تغییر صحنه‌ها و مناظر بازی پس از طوفان شن است که در حقیقت بر روی نقشه‌ها در روند بازی تأثیر می‌گذارد. با از بین رفتن این سگ رباتیک، هنوز حس آگاهی او در درون این هسته باقی خواهد ماند و با جایگزینی آن در داخل رباتی دیگر، می‌تواند در شکلی دیگر زنده بماند.
ریکُور نقدهای ضد و نقیضی از سوی منتقدان دریافت کرد، که مفهوم نوآورانه ترکیبی ژانر آن را ستودند و جلوه‌های بصری، تنظیمات جوی، شخصیت‌پردازی، طراحی صدا، سکوبازی و کنترل آن مورد تحسین قرار گرفت. روایت، مکانیک چپاولگری، جهان باز، طراحی مأموریت و نبردهای آن نظرات متفاوت‌تری را دریافت کرد؛ چندین منتقد به مسائل فنی مربوط به زمان طولانی و ناموفق صفحه بارگذاری در زمان عرضه بازی اشاره کردند که باعث شد مایکروسافت چندین وصله منتشر کند. نسخهٔ دفینیتیو که توسط آرمیچر استودیو توسعه یافته و به‌وسیلهٔ استودیوی مایکروسافت به عنوان یک محتوای قابل دانلود رایگان در ۲۹ اوت ۲۰۱۷، عرضه شد. این نسخه به‌طور کلی به دلیل اصلاحات فنی، بهبود زمان بارگذاری، تغییرات در روند بازی و محتوای اضافی با واکنش‌های مثبتی از سوی منتقدان همراه بود.